# Тельма (Иркутская область)
Те́льма — рабочий посёлок в Усольском районе Иркутской области России. Административный центр Тельминского муниципального образования.

## География
Расположен на левом берегу Ангары, при впадении в неё реки Тельминки, на федеральной автомагистрали Р255 «Сибирь», в 7 км к юго-востоку от города Усолье-Сибирское.

## История
Село Тельминское основано в 1660 году. В 1732 году основан металлургический завод. В 1733 году открылась суконная фабрика.
Статус посёлка городского типа с 1932 года.

## Население
| 1959  | 1970  | 1979  | 1989  | 2002  | 2009  | 2010  |
| ----- | ----- | ----- | ----- | ----- | ----- | ----- |
| 7227  | ↘6388 | ↘4675 | ↘4154 | ↘4129 | ↗4666 | ↘4576 |
| 2011  | 2012  | 2013  | 2014  | 2015  | 2016  | 2017  |
| ↗4606 | ↗4709 | ↗4809 | ↗4908 | ↗5018 | ↗5086 | ↘5072 |
| 2020  | 2021  |       |       |       |       |       |
| ↗5136 | ↘4869 |       |       |       |       |       |

## Достопримечательности
- Храм Казанской иконы Божией Матери (1816)[18].

## Известные люди
- Управляющим тельминскими фабриками в начале XIX века (с 1808 года) был И. И. Соколовский, впоследствии — томский губернатор.
- В селе Тельминском некоторое время жил и умер ссыльный крепостной поэт Николай Смирнов[19].